# Vizos
Vizos est une ancienne commune française située dans le département des Hautes-Pyrénées, en région Occitanie. Le 1er janvier 2017, elle a fusionné avec Saligos au sein de la commune nouvelle du même nom.
Ses habitants sont appelés les Visoziens.

## Géographie

### Situation
Petit village des Pyrénées situé dans le parc national des Pyrénées, comptant 38 habitants situé à 700 m d'altitude sur le versant sud de la vallée du gave de Gavarnie, sur des pentes étagées en terrasse. Les toits en ardoises réfléchissent la lumière comme des prismes géométriques classés en ordre régulier. Ils forment un ensemble qui a conservé son unité jusqu'à aujourd'hui. La légende raconte qu'autrefois Vizos était habité par des géants : les « Prouzons ». Des ossements de 3,10 mètres, des ustensiles de cuisine disproportionnés auraient été retrouvés en 1777 par le curé du village.

### Hydrographie
Le Ruisseau d'Anbat, le Ruisseau de Vizos et le Ruisseau d'Escalère sont les principaux cours d'eau qui traversent la localité.

### Communes limitrophes

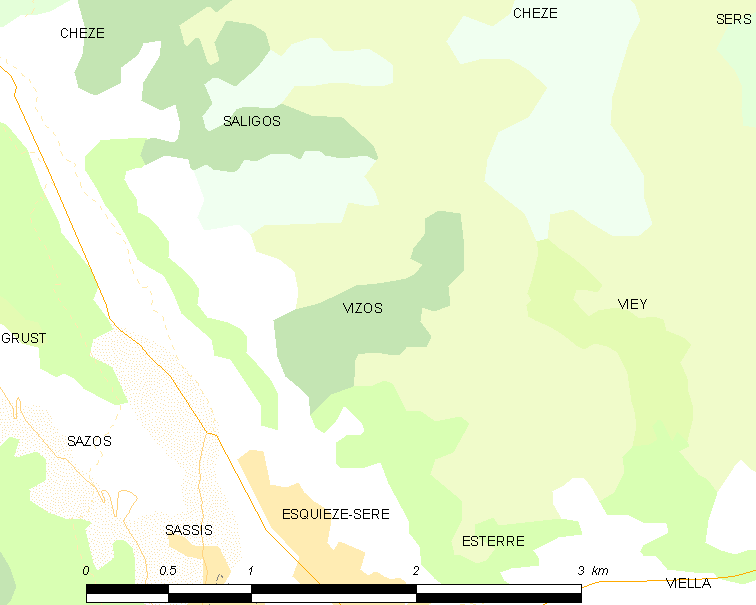
Carte de la commune de Vizos et des proches communes.

| Saligos (ancienne commune) |               |         |
|                            | Vizos         | Viey    |
|                            | Esquièze-Sère | Esterre |

### Climat
La commune nouvelle de Saligos jouit d'un climat montagnard caractérisé par des étés doux (température moyenne de 25 °C) et des périodes de beaux temps. Parfois des orages éclatent sous forme de fortes averses, imprévues et violentes. Quant aux hivers, ils sont frais ou froids avec des températures de 3 °C en moyenne, et souvent humides avec de fréquentes dépressions en provenance de l'Atlantique amenant de la pluie.

## Urbanisme

### Logement
En 2012, le nombre total de logements dans le village est de 32.
Parmi ces logements, 63,2 % sont des résidences principales, 34,4 % des résidences secondaires et 2,5 % des logements vacants.

## Toponymie

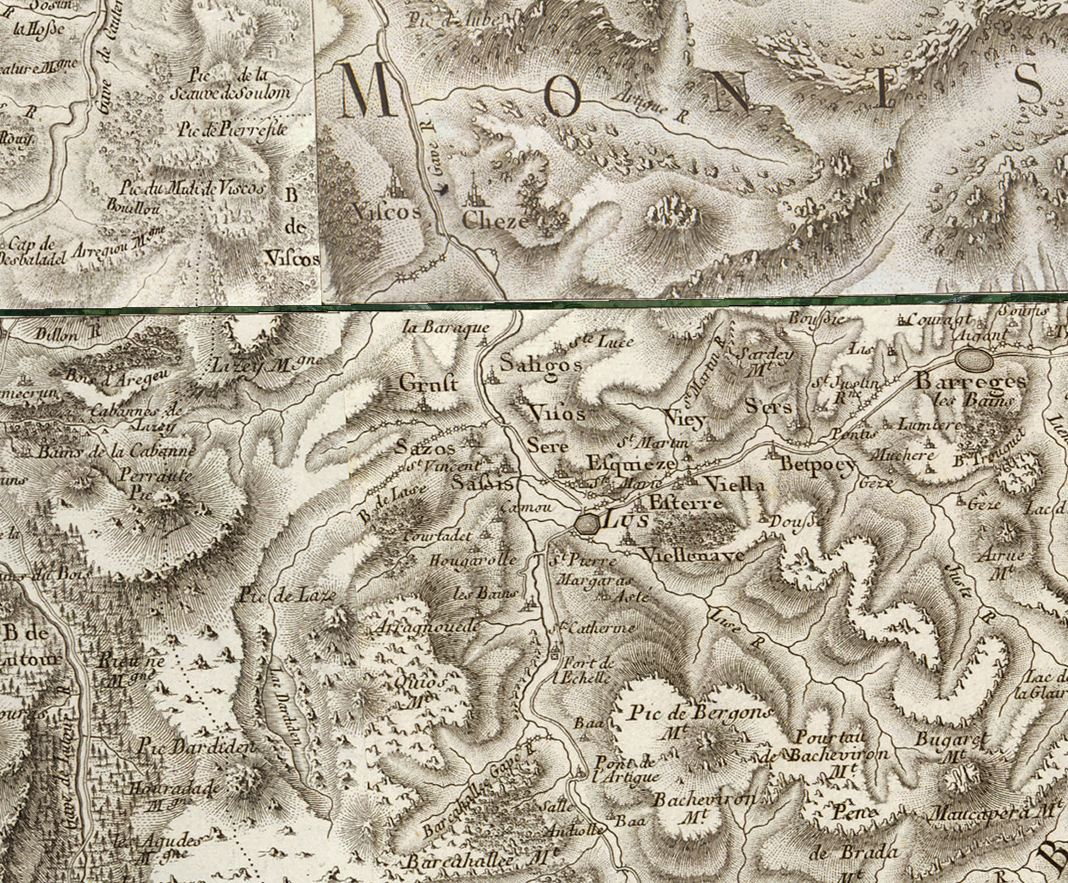
Extrait de la carte de Cassini (entre 1756 et 1789) situant Vizos au nord de Luz-Saint-Sauveur

On trouvera les principales informations dans le Dictionnaire toponymique des communes des Hautes-Pyrénées de Michel Grosclaude et Jean-François Le Nail qui rapporte les dénominations historiques du village :
Dénominations historiques :
- Visos, (1077-1078, cartulaire de Saint-Savin) ;
- De Bisos, (XIIe siècle, cartulaires de Bigorre) ;
- Bizos , (1285, montre Bigorre ; 1313, Debita regi Navarre) ;
- Bizoos, (1313, livre vert de Bénac) ;
- De Bisossio, latin (1342, pouillé de Tarbes) ;
- Bizos, Bisos, (1429, censier de Bigorre) ;
- Visos , (1789, cahiers doléances).

Nom occitan : Visòs.

## Histoire
Le 13 novembre 1272, Raymond Garcie VII dit « Maziéres », seigneur de Castelloubon, échange avec Esquivat ou Assisvat de Chabannes, comte de Bigorre, la vallée de Baretge et ses dix-sept villages avec toutes ses appartenances. Les contreparties de cet échange sont les terres de Préhac, Bages, Vier, Andrest et Troignan ainsi qu'une rente de Vingt trois sous morlans. Les dix-sept villages de la vallée de Barèges était alors regroupés en quatre vics, le vic du plan, le vic débat, le vic darrélaïgue et le vic de Labadsus. Vizos faisait partie du vic du Plan.
Le 2 novembre 1777, M. Cantonnet, curé de Lus, relate que, accompagné de M. Lartigue, garçon chirurgien, et sur les dires de M. d'Estardes de Luz et d'anciens du villages, des fouilles ont été effectués dans une rue, des ossements trouvés et apportés au comte d'Hérouville, commandant de la Guienne. Il s'agissait d'une clavicule de 12 pouces et d'un tibia de 20 à 24 pouces. Il habitait à Vizos une famille dénommée Prousous dont la taille était d'environ 8 pieds.
En 1784, Pierre Bernard Palassou relate également la découverte par M. Cantonnet, curé de Lus, d'ossements d'un homme de taille extraordinaire dit Géans de baréges.

### Cadastre napoléonien de Vizos
Le plan cadastral napoléonien de Vizos est consultable sur le site des archives départementales des Hautes-Pyrénées.

## Politique et administration

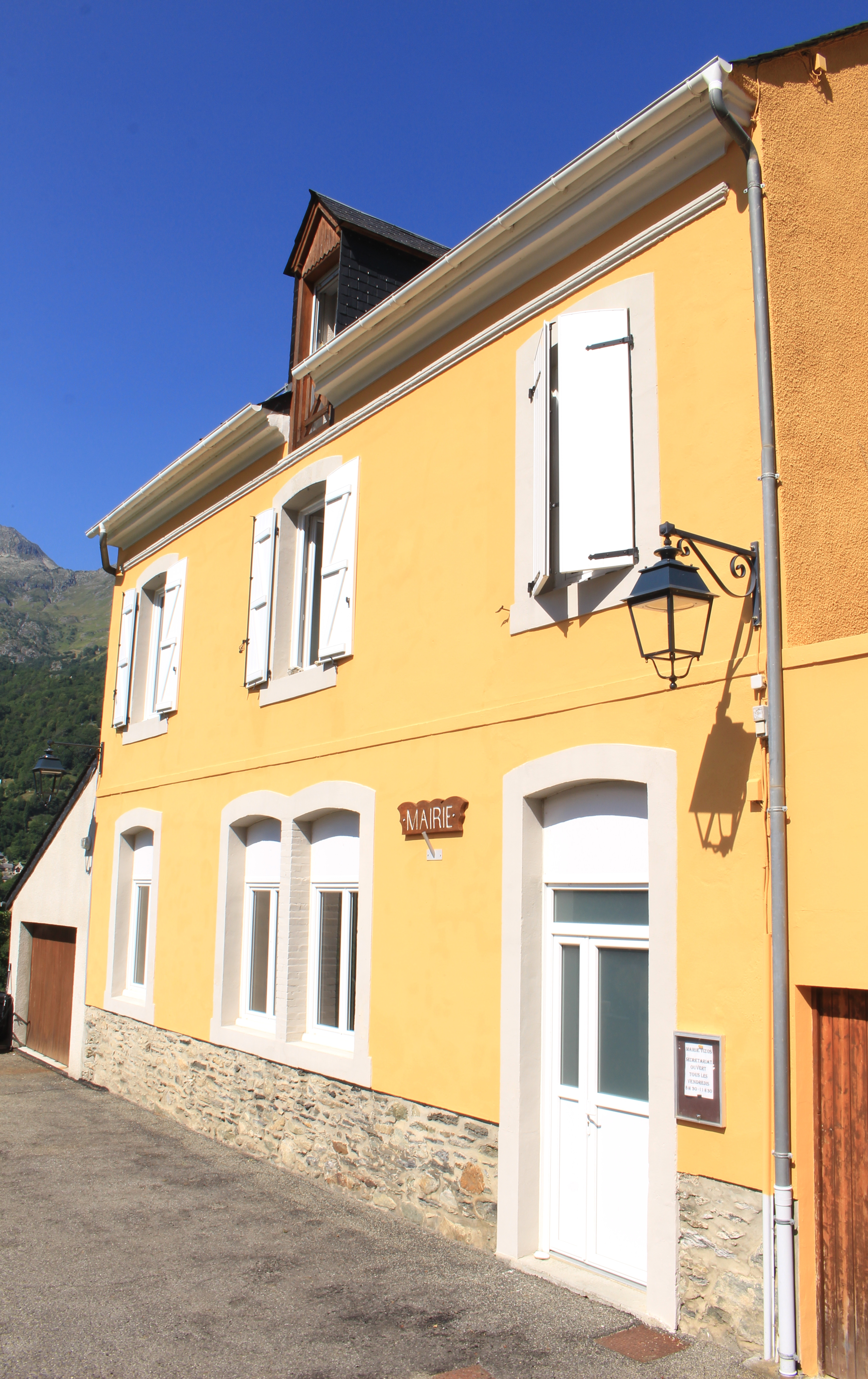
La mairie.

### Liste des maires
| Période                                  | Période | Identité           | Étiquette | Qualité |
| ---------------------------------------- | ------- | ------------------ | --------- | ------- |
| Les données manquantes sont à compléter. |         |                    |           |         |
| 1995                                     | 2001    | André Soubercazes  |           |         |
| mars 2001                                | 2014    | Bernadette Haurine |           |         |
| mars 2014                                | 2016    | Magali Labit       |           |         |

### Historique administratif
Pays et sénéchaussée de Bigorre, Lavedan, Vallée de Barèges, canton de Luz (depuis 1790), fusion avec Saligos le 1er janvier 2017.

## Démographie
En 2014, la commune de Vizos comptait 36 habitants. À partir du XXIe siècle, les recensements réels des communes de moins de 10 000 habitants ont lieu tous les cinq ans. Les autres « recensements » sont des estimations.
| 1793 | 1800 | 1806 | 1821 | 1831 | 1836 | 1841 | 1846 | 1851 |
| ---- | ---- | ---- | ---- | ---- | ---- | ---- | ---- | ---- |
| 87   | 72   | 101  | 123  | 121  | 119  | 121  | 126  | 101  |

| 1856 | 1861 | 1866 | 1872 | 1876 | 1881 | 1886 | 1891 | 1896 |
| ---- | ---- | ---- | ---- | ---- | ---- | ---- | ---- | ---- |
| 115  | 114  | 109  | 97   | 94   | 90   | 100  | 95   | 87   |

| 1901 | 1906 | 1911 | 1921 | 1926 | 1931 | 1936 | 1946 | 1954 |
| ---- | ---- | ---- | ---- | ---- | ---- | ---- | ---- | ---- |
| 84   | 83   | 82   | 77   | 79   | 78   | 76   | 60   | 54   |

| 1962 | 1968 | 1975 | 1982 | 1990 | 1999 | 2004 | 2009 | 2014 |
| ---- | ---- | ---- | ---- | ---- | ---- | ---- | ---- | ---- |
| 64   | 55   | 44   | 43   | 37   | 33   | 27   | 38   | 36   |

## Économie

### Tourisme
Vizos peut être le point de départ de plusieurs randonnées pédestres ou en VTT.

## Culture locale et patrimoine

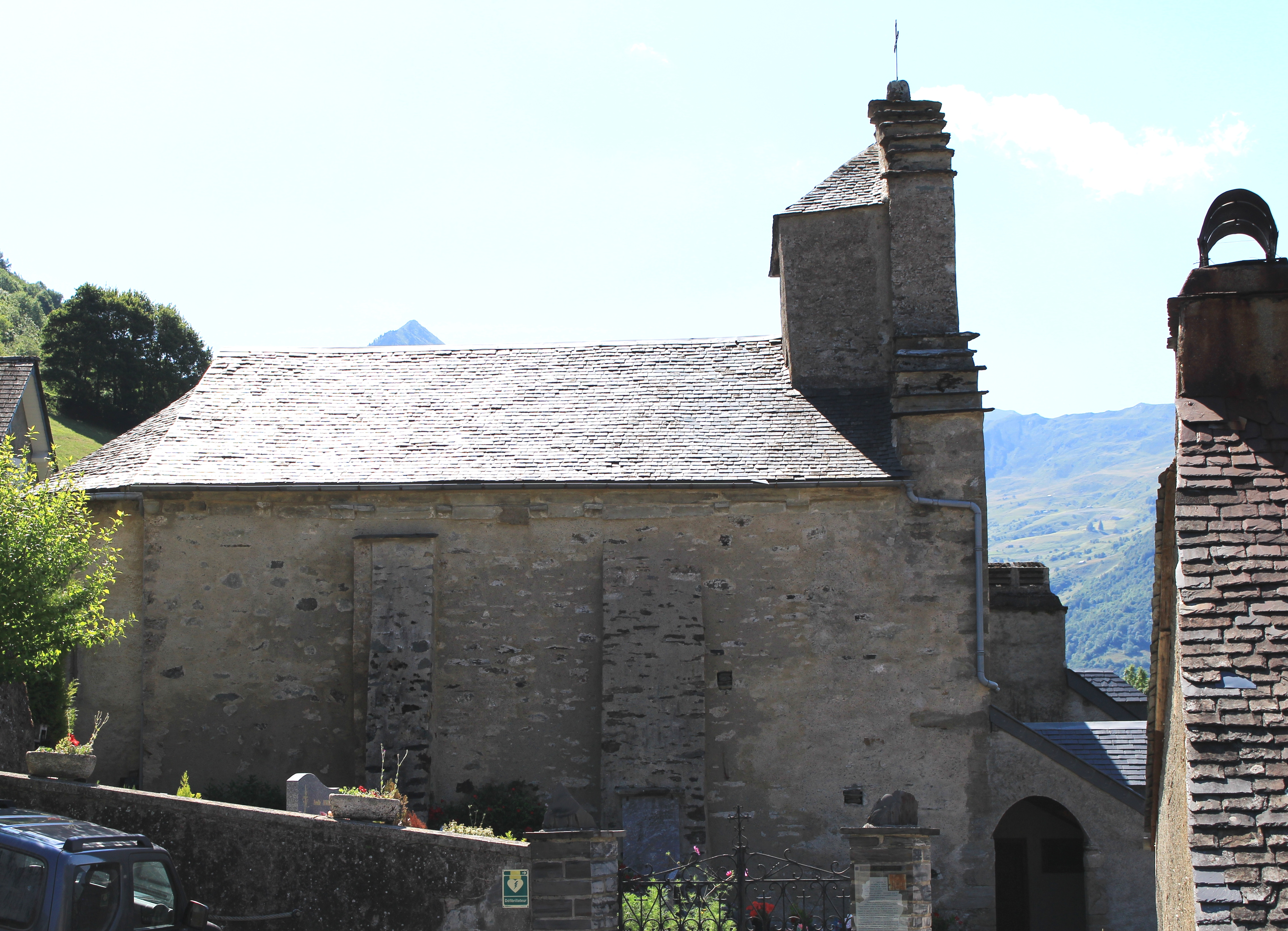
L'église Saint-Michel.

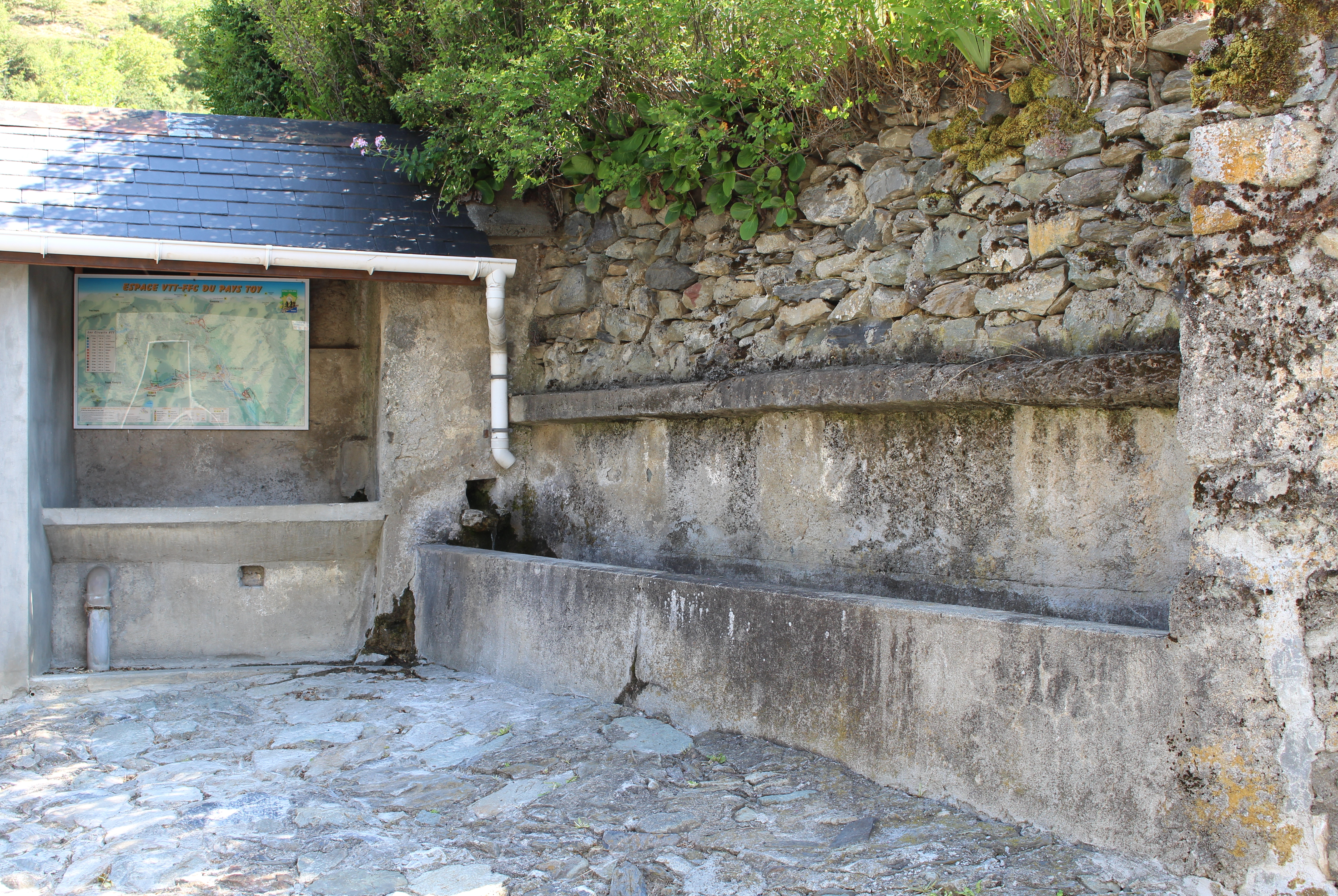
Le lavoir de Vizos.

### Lieux et monuments
La petite église Saint-Michel construite au XIIe siècle se trouve au centre du village. Elle contient un retable baroque classé par les monuments historiques qui a été restauré en 1992 et 1997.
- Église Saint-Michel de Vizos.
- Lavoir.

### Héraldique
| Blason | Blasonnement : D'azur à la barre d'argent ; au chef d'or chargé de trois branches de prunelier en bande, fruitées chacune de quatre pièces, le tout au naturel. Commentaires : Ce blason est officiel (vérifié auprès de la mairie). |